# Двенадцать золотых медальонов
«Двенадцать золотых медальонов» (кит. трад. 十二金牌, палл. Ши эр цзинь пай, англ. The Twelve Gold Medallions) — гонконгский фильм режиссёра Чэн Гана, вышедший в 1970 году. Второй по величине кассовых сборов фильм 1970 года в Гонконге. Картина была номинирована в категории «Лучший художественный фильм» на 9-м Тайбэйском кинофестивале Golden Horse (1971).

## Сюжет
Предатель-министр Цинь Куай пытается остановить патриота-генерала Юэ Фэя. Цинь Куай рассылает императорские указы в виде двенадцати золотых медальонов, в которых содержится призыв к генералу вернуться в столицу. Среди патриотов, взявшихся перехватить медальоны, Мяо Лун, чей учитель Цзинь Яньтан в клике с министром. Мяо Лун влюблён в дочь Яньтана, Цзинь Со, которая также выступает на стороне патриотов и сама перехватывает медальоны. Отчаявшись, Цзинь Яньтан нападает на свою дочь и патриота Мэн Дабэя.

## В ролях
- Цинь Пин[кит.] — Цзинь Со
- Юэ Хуа[кит.] — Мяо Лун
- Лиза Цзяо — Цзинь Хуань
- Чин Мяо — Цзинь Яньтан
- Хуан Цзунсюнь — Золотой Кнут Лэй Тин
- Ван Ся[кит.] — Золотой Веер Ма Шаньтин
- Ли Куань — половой
- Ян Чжицин — Улыбающийся Лис Сун Сичэн
- Ку Фэн — Игуй
- Гу Вэньцзун[кит.] — Зелёная Бамбуковая Трость Мэн Дабэй

## Съёмочная группа
- Компания: Shaw Brothers
- Продюсер: Шао Ифу
- Режиссёр и сценарист: Чэн Ган[кит.]
- Ассистенты режиссёра: Гао Баошу, Стэнли Сиу
- Монтажёр: Цзян Синлун
- Гримёр: Фан Юань
- Постановка боёв: Саймон Чхёй[кит.], Саммо Хун
- Художник-постановщик: Хуан Цзиньба
- Оператор: Чарльз Дун, Пао Сюэли
- Композитор: Ван Фулин[кит.]
- Дизайнер по костюмам: [эй Кхэй